# Джарри, Рейчел
Рейчел Джарри (англ. Rachel Jarry; родилась 6 декабря 1991 года, Мельбурн, Виктория, Австралия) — австралийская профессиональная баскетболистка, выступавшая в женской национальной баскетбольной ассоциации. Была выбрана на драфте ВНБА 2011 года во втором раунде под общим восемнадцатым номером клубом «Атланта Дрим». Играла на позиции атакующего защитника и лёгкого форварда. Помимо этого выступала в женской национальной баскетбольной лиге.
В составе национальной сборной Австралии она выиграла бронзовые медали Олимпийских игр 2012 года в Лондоне, а также стала бронзовым призёром чемпионата мира 2014 года в Турции.

## Ранние годы
Рейчел Джарри родилась 6 декабря 1991 года в городе Мельбурн (штат Виктория), а выросла в Уильямстауне. Рост игрока составляет 186 см.
В 2008 году в возрасте 11 лет Джарри перешла в школу Канберры. В 19 лет её описывали как спортивную девушку в стиле пин-ап западного Мельбурна. В 2012 году, когда не было соревнований, она училась в университете на очном отделении.
Джарри представляла штат Викторию на национальных первенствах с 2006 по 2009 год, в том числе на чемпионате Австралии 2006 года для юниоров не старше 16 лет и на чемпионате Австралии в 2007 и 2008 годах для юниоров не старше 18 лет. В 2007 году на турнире в Тасмании была одной из самых молодых участников сборной команды. В 2009 году вместе со сборной штата она завоевала золотые медали первенства Австралии для юниоров не старше 20 лет.

## Профессиональная карьера

### Карьера в Австралии
Джарри может играть как на позиции защитника, так и на позиции форварда. Начала заниматься баскетболом в возрасте пяти лет. В настоящее время Рейчел тренируется пять дней в неделю, три из которых проводит в зале, где занимается упражнениями с весом. Выступала на юниорском уровне за команду «Алтона Гэйторс».
В 2007 году Джарри была заявлена командой «Данденонг Рейнджерс» в качестве новичка женской НБЛ.
В 2007 году в возрасте 15 лет ей была предложена стипендия Австралийского института спорта. В январе 2008 года Рейчел переехала в Канберру, чтобы присоединиться к своему клубу. В дебютном сезоне в ЖНБЛ она выступала за Австралийский институт спорта, в среднем набирала 11,1 очка, совершала 5,5 подборов при реализации бросков в 45,6% в 20 матчах первенства. После выпуска из института вместе с одноклубницей Лиз Кэмбидж перешла в «Буллин Бумерс», серебряного призёра чемпионата 2009 года. В первом сезоне за «Бумерс» Джарри в среднем набирала по 10,5 очков и совершала 5,9 подборов, выходя со скамейки во всех 24 матчах, в том числе и в двух матчах плей-офф. Во втором сезоне смогла попасть в стартовую пятёрку, заменив травмированную одноклубницу Ханну Завец. В середине сезона получила травму колена в матче против института спорта и пропустила четыре матча. После обследования оказалось, что травма несерьёзная, а игрок сможет вернуться к матчам. За сезон Джарри в среднем набирала 13,4 очка и совершала 5,8 подбора в 20 матчах, в том числе в двух матчах плей-офф. За два сезона стала частью «Бумерс», которые смогли выиграть первый в истории команды титул чемпиона ЖНБЛ.

### ЖНБА
Рейчел была выбрана на драфте 2011 года командой «Атланта Дрим» под общим 18-м номером. Клуб в тот же день обменял её в команду «Миннесота Линкс». Об этом она написала в Twitter.
11 февраля 2013 года «Линкс» подписали с Джарри контракт. В итоге она получила возможность выступать на позиции защитника и в первом же сезоне отстаивать лидерство в Западной конференции. Дебютировала в ЖНБА 1 июня 2013 года в победном матче против «Коннектикут Сан».
По ходу сезоне 2013 года тренер всё больше доверял игроку и она прогрессировала, набирая двузначную статистику, хотя выходила со скамейки запасных. По итогам сезона «Линкс» стали чемпионами первенства.
В феврале 2017 года было объявлено, что Джарри подписала контракт с «Атланта Дрим».

## Карьера в национальной сборной
Джарри представляла национальную команду Австралии на юниорском уровне, сыграв 25 матчей. В 2009 году принимала участие в чемпионате мира для юниоров не старше 19 лет в Таиланде, где команда в итоге заняла пятое место.
С 2012 года приглашена в состав первой сборной. Принимала участие в сборах национальной сборной, организованных с 14 по 18 мая 2012 года Австралийским институтом спорта.
В составе национальной сборной Австралии она стала бронзовым призёром Олимпийских игр 2012 года в Лондоне, а также принимала участие в Олимпийских играх 2016 года в Рио-де-Жанейро, где австралийки заняли лишь пятое место. Кроме того завоевала бронзовые медали чемпионата мира 2014 года в Турции.